# Pseudotrochalus consimilis
Pseudotrochalus consimilis är en skalbaggsart som beskrevs av Hermann Julius Kolbe 1914. Pseudotrochalus consimilis ingår i släktet Pseudotrochalus och familjen Melolonthidae. Inga underarter finns listade i Catalogue of Life.